# Shirasawa Homi
Shirasawa Homi (* 1868; † 1947, jap. 白沢 保美) auch Miho Shirasawa, war ein japanischer Botaniker und Forstrat mit Schwerpunkt auf Dendrologie. Er befasste sich insbesondere auch mit Baumsekreten, wie dem Kampher. Sein offizielles botanisches Autorenkürzel lautet „Shiras.“.
Nach ihm benannt ist unter anderem die Schönfruchtkreuzung Callicarpa × shirasawana Makino, die Ulme Ulmus shirasawana Daveaudie (siehe Chinesische Ulme), sowie die Ahornart Acer shirasawanum Koidzumi (jap. 大板屋名月 Ōitayameigetsu); in mehreren Kultursorten als zwergwüchsiger natürlicher „Bonsai“ verbreitet, bekannt ist v. a. die Sorte Aureum, „Goldahorn“.
Shirasawa Homi ist der Erstbeschreiber der Fichtenart Koyama-Fichte (Picea koyamae Shiras.), der Japanischen Douglasie (Pseudotsuga japonica (Shiras.) Beissn.), der Japanischen Linde (Tilia kiusiana Makino et Shiras.) sowie von Tilia maximowicziana Shiras.

## Werke
- Iconographie des essences forestières du Japon, Maurice de Brunoff, Paris 1899–1947 (sein Hauptwerk)
- Revue des cultures coloniales, XIII, 1903, S. 369.
- Alexander Tschirch, Homi Shirasawa: Untersuchungen über die Sekrete. Ueber die Bildung des Kamphers im Kampherbaum. Pharmazeutisches Institut der Universität Bern. Archiv der Pharmazie, Band 240, Heft 4, S. 257–259.